# Hundelshausen (gemeindefreies Gebiet)

Lage im Landkreis Schweinfurt

Der Staatsforst Hundelshausen ist ein 11,12 km² großes gemeindefreies Gebiet im unterfränkischen Landkreis Schweinfurt im Steigerwald. Das Gebiet ist komplett bewaldet.

## Lage
Der Forst beginnt etwa einen Kilometer östlich des namensgebenden Ortes Hundelshausen, eines Ortsteiles von Michelau. Der Burgruine Zabelstein befindet sich im Nordwesten des Gebiets.

## Nachbargemeinden
| Gemeinde Donnersdorf | Gemeinde Knetzgau                           |                       |
| Gemeinde Michelau    | Kompassrose, die auf Nachbargemeinden zeigt | Gemeinde Rauhenebrach |
|                      | Wustvieler Forst (Gemeindefreies Gebiet)    |                       |